# Belgisch voetbalelftal onder 21 (mannen)
Het Belgisch voetbalelftal onder 21 is een voetbalelftal voor spelers onder de 21 jaar. Spelers die 21 jaar zijn op het moment dat de kwalificatie voor een toernooi begint, kunnen blijven deelnemen. Zo kunnen er dus spelers van 23 jaar aan een toernooi deelnemen.
België -21 probeert zich te plaatsen voor het tweejaarlijkse Europees kampioenschap voetbal onder 21. Op het toernooi dat wordt gehouden in een pre-olympisch jaar kan plaatsing voor de Olympische Spelen worden afgedwongen.

## Coaches
- 1989-1995: Ariël Jacobs
- 1995-1997: Philippe Saint-Jean
- 1997-1998: Ariël Jacobs
- 1999-2011: Jean-François De Sart
- 2011-2011: Francky Dury
- 2011-2012: Jean-François Rémy
- 2012-2015: Johan Walem
- 2015-2016: Enzo Scifo
- 2016-2020: Johan Walem
- 2020-2023: Jacky Mathijssen
- 2023-heden: Gill Swerts

## Europees kampioenschap
| Jaar   | Ronde               | Wed.                | W                   | G                   | V                   | DV                  | DT                  |
| ------ | ------------------- | ------------------- | ------------------- | ------------------- | ------------------- | ------------------- | ------------------- |
| 1978   | Niet gekwalificeerd | Niet gekwalificeerd | Niet gekwalificeerd | Niet gekwalificeerd | Niet gekwalificeerd | Niet gekwalificeerd | Niet gekwalificeerd |
| 1980   | Niet gekwalificeerd | Niet gekwalificeerd | Niet gekwalificeerd | Niet gekwalificeerd | Niet gekwalificeerd | Niet gekwalificeerd | Niet gekwalificeerd |
| 1982   | Niet gekwalificeerd | Niet gekwalificeerd | Niet gekwalificeerd | Niet gekwalificeerd | Niet gekwalificeerd | Niet gekwalificeerd | Niet gekwalificeerd |
| 1984   | Niet gekwalificeerd | Niet gekwalificeerd | Niet gekwalificeerd | Niet gekwalificeerd | Niet gekwalificeerd | Niet gekwalificeerd | Niet gekwalificeerd |
| 1986   | Niet gekwalificeerd | Niet gekwalificeerd | Niet gekwalificeerd | Niet gekwalificeerd | Niet gekwalificeerd | Niet gekwalificeerd | Niet gekwalificeerd |
| 1988   | Niet gekwalificeerd | Niet gekwalificeerd | Niet gekwalificeerd | Niet gekwalificeerd | Niet gekwalificeerd | Niet gekwalificeerd | Niet gekwalificeerd |
| 1990   | Niet gekwalificeerd | Niet gekwalificeerd | Niet gekwalificeerd | Niet gekwalificeerd | Niet gekwalificeerd | Niet gekwalificeerd | Niet gekwalificeerd |
| 1992   | Niet gekwalificeerd | Niet gekwalificeerd | Niet gekwalificeerd | Niet gekwalificeerd | Niet gekwalificeerd | Niet gekwalificeerd | Niet gekwalificeerd |
| 1994   | Niet gekwalificeerd | Niet gekwalificeerd | Niet gekwalificeerd | Niet gekwalificeerd | Niet gekwalificeerd | Niet gekwalificeerd | Niet gekwalificeerd |
| 1996   | Niet gekwalificeerd | Niet gekwalificeerd | Niet gekwalificeerd | Niet gekwalificeerd | Niet gekwalificeerd | Niet gekwalificeerd | Niet gekwalificeerd |
| 1998   | Niet gekwalificeerd | Niet gekwalificeerd | Niet gekwalificeerd | Niet gekwalificeerd | Niet gekwalificeerd | Niet gekwalificeerd | Niet gekwalificeerd |
| 2000   | Niet gekwalificeerd | Niet gekwalificeerd | Niet gekwalificeerd | Niet gekwalificeerd | Niet gekwalificeerd | Niet gekwalificeerd | Niet gekwalificeerd |
| 2002   | Groepsfase          | 3                   | 1                   | 0                   | 2                   | 2                   | 4                   |
| 2004   | Niet gekwalificeerd | Niet gekwalificeerd | Niet gekwalificeerd | Niet gekwalificeerd | Niet gekwalificeerd | Niet gekwalificeerd | Niet gekwalificeerd |
| 2006   | Niet gekwalificeerd | Niet gekwalificeerd | Niet gekwalificeerd | Niet gekwalificeerd | Niet gekwalificeerd | Niet gekwalificeerd | Niet gekwalificeerd |
| 2007   | Halve finale        | 4                   | 1                   | 2                   | 1                   | 3                   | 4                   |
| 2009   | Niet gekwalificeerd | Niet gekwalificeerd | Niet gekwalificeerd | Niet gekwalificeerd | Niet gekwalificeerd | Niet gekwalificeerd | Niet gekwalificeerd |
| 2011   | Niet gekwalificeerd | Niet gekwalificeerd | Niet gekwalificeerd | Niet gekwalificeerd | Niet gekwalificeerd | Niet gekwalificeerd | Niet gekwalificeerd |
| 2013   | Niet gekwalificeerd | Niet gekwalificeerd | Niet gekwalificeerd | Niet gekwalificeerd | Niet gekwalificeerd | Niet gekwalificeerd | Niet gekwalificeerd |
| 2015   | Niet gekwalificeerd | Niet gekwalificeerd | Niet gekwalificeerd | Niet gekwalificeerd | Niet gekwalificeerd | Niet gekwalificeerd | Niet gekwalificeerd |
| 2017   | Niet gekwalificeerd | Niet gekwalificeerd | Niet gekwalificeerd | Niet gekwalificeerd | Niet gekwalificeerd | Niet gekwalificeerd | Niet gekwalificeerd |
| 2019   | Groepsfase          | 3                   | 0                   | 0                   | 3                   | 4                   | 8                   |
| 2021   | Niet gekwalificeerd | Niet gekwalificeerd | Niet gekwalificeerd | Niet gekwalificeerd | Niet gekwalificeerd | Niet gekwalificeerd | Niet gekwalificeerd |
| 2023   | Groepsfase          | 3                   | 0                   | 2                   | 1                   | 3                   | 4                   |
| 2025   | Niet gekwalificeerd | Niet gekwalificeerd | Niet gekwalificeerd | Niet gekwalificeerd | Niet gekwalificeerd | Niet gekwalificeerd | Niet gekwalificeerd |
| Totaal | 4/24                | 13                  | 2                   | 4                   | 7                   | 12                  | 20                  |

## Huidige selectie
De selectie voor de vriendschappelijke wedstrijden tegen  Zweden op 20 maart 2025 en tegen  Andorra op 23 maart 2025.
Interlands en doelpunten bijgewerkt tot en met de wedstrijd België - Andorra (4 – 0) op 23 maart 2025.
| Nr.         | Naam                   | Wed. | Dlpnt. | Club                |
| ----------- | ---------------------- | ---- | ------ | ------------------- |
| Doel        |                        |      |        |                     |
|             | Matthieu Epolo         | 1    | 0      | Standard Luik       |
|             | Kjell Peersman         | 1    | 0      | PSV                 |
| Verdediging |                        |      |        |                     |
|             | Jorne Spileers         | 14   | 0      | Club Brugge         |
|             | Vincent Burlet         | 2    | 0      | Le Mans FC          |
|             | Bram Lagae             | 2    | 0      | KV Kortrijk         |
|             | Amando Lapage          | 2    | 0      | KVC Westerlo        |
|             | Nolan Martens          | 2    | 0      | Excelsior Rotterdam |
|             | Lucas Noubi            | 2    | 0      | Standard Luik       |
|             | Semm Renders           | 2    | 0      | Antwerp FC          |
| Middenveld  |                        |      |        |                     |
|             | Mathias Delorge        | 7    | 0      | AA Gent             |
|             | Arthur Vermeeren       | 5    | 0      | RB Leipzig          |
|             | Stanis Idumbo Muzambo  | 3    | 1      | Sevilla FC          |
|             | Joseph Nonge           | 2    | 0      | Servette FC Genève  |
|             | Mathis Servais         | 2    | 0      | SK Beveren          |
|             | Arthur Piedfort        | 1    | 0      | KVC Westerlo        |
|             | Kamiel Van De Perre    | 1    | 0      | Union Sint-Gillis   |
| Aanval      |                        |      |        |                     |
|             | Romeo Vermant          | 8    | 2      | Club Brugge         |
|             | Samuel Mbangula        | 8    | 0      | Juventus FC         |
|             | Norman Bassette        | 4    | 2      | Coventry City       |
|             | Julien Duranville      | 3    | 1      | Borussia Dortmund   |
|             | Noah Adedeji-Sternberg | 2    | 0      | KRC Genk            |
|             | Benjamin Pauwels       | 1    | 1      | SC Cambuur          |

### Recent opgeroepen
De volgende spelers zijn het afgelopen jaar opgeroepen voor het elftal, maar zaten niet bij de laatste selectie of zijn afgevallen nadat ze geselecteerd zijn.
| Naam                  | Wed. | Dlpnt. | Club bij laatste selectie | Laatste oproep                    |
| --------------------- | ---- | ------ | ------------------------- | --------------------------------- |
| Doel                  |      |        |                           |                                   |
| Matt Lendfers         | 1    | 0      | STVV                      | Kazachstan uit, 10 september 2024 |
| Mike Penders          | 0    | 0      | KRC Genk                  | Kazachstan uit, 10 september 2024 |
| Verdediging           |      |        |                           |                                   |
| Matteo Dams           | 2    | 0      | PSV                       | Tsjechië uit, 19 november 2024    |
| Matte Smets           | 2    | 1      | KRC Genk                  | Kazachstan uit, 10 september 2024 |
| Jorthy Mokio          | 1    | 1      | AFC Ajax                  | Kazachstan uit, 10 september 2024 |
| Middenveld            |      |        |                           |                                   |
| Chris-Emmanuel Lokesa | 1    | 0      | RKC Waalwijk              | Kazachstan uit, 10 september 2024 |
| Aanval                |      |        |                           |                                   |
| Mika Godts            | 0    | 0      | AFC Ajax                  | Tsjechië thuis, 15 november 2024  |
| Malick Fofana         | 9    | 0      | Olympique Lyon            | Kazachstan uit, 10 september 2024 |

## Interlands
De interlands in de onderstaande tabellen zijn wedstrijden van vriendschappelijke ontmoetingen of toernooien tot ± 12 maanden geleden. Ook de toekomstige interlands zijn hier te vinden.
| Datum      | Competitie        | Tegenstander | Locatie                                     | Uitslag | Doelpuntenmakers                                                               |
| ---------- | ----------------- | ------------ | ------------------------------------------- | ------- | ------------------------------------------------------------------------------ |
| 10-09-2024 | EK-kwalificatie   | Kazachstan   | Centraalstadion, Almaty                     | 0 – 3   | 9' Sylla 0-1, 36' Sardella 0-2, 90+4' Mokio 0-3                                |
| 11-10-2024 | EK-kwalificatie   | Schotland    | Tynecastle Park, Edinburgh                  | 0 – 2   | 72' Stassin 0-1, 90+2' Stassin 0-2                                             |
| 15-10-2024 | EK-kwalificatie   | Hongarije    | King Power at Den Dreef Stadion, Heverlee   | 0 – 1   | 9' Németh 0-1 (pen.)                                                           |
| 15-11-2024 | EK-kwalificatie   | Tsjechië     | King Power at Den Dreef Stadion, Heverlee   | 0 – 2   | 34' Karabec 0-1, 80' Fila 0-2                                                  |
| 19-11-2024 | EK-kwalificatie   | Tsjechië     | Malšovická aréna, Hradec Králové            | 1 – 1   | 51' Steuckers 0-1, 79' Van den Bosch 1-1 (own)                                 |
| 20-03-2025 | Vriendschappelijk | Zweden       | Oliva Nova Sports Center, Oliva (Spanje)    | 1 – 2   | 50' Omorowa 1-0 (pen.), 63' Idumbo Muzambo 1-1, 84' Pauwels 1-2                |
| 23-03-2025 | Vriendschappelijk | Andorra      | Oliva Nova Sports Center, Oliva (Spanje)    | 4 – 0   | 35' Bassette 1-0, 61' Bassette 2-0, 85' Duranville 3-0, 90' Vermant 4-0 (pen.) |
| 04-09-2025 | EK-kwalificatie   | Wit-Rusland  | Tengiz Boerdzjanadzestadion, Gori (Georgië) | –       |                                                                                |
| 10-10-2025 | EK-kwalificatie   | Wales        | Rodney Parade, Newport                      | –       |                                                                                |
| 14-10-2025 | EK-kwalificatie   | Denemarken   |                                             | –       |                                                                                |
| 14-11-2025 | EK-kwalificatie   | Oostenrijk   |                                             | –       |                                                                                |
| 27-03-2026 | EK-kwalificatie   | Oostenrijk   |                                             | –       |                                                                                |
| 24-09-2026 | EK-kwalificatie   | Wit-Rusland  |                                             | –       |                                                                                |
| 28-09-2026 | EK-kwalificatie   | Wales        |                                             | –       |                                                                                |
| 06-10-2026 | EK-kwalificatie   | Denemarken   |                                             | –       |                                                                                |